# مصطلح QMRP
المصطلح QMRP / QIDP / QDDP هي أسماء تاجية تستخدمها الحكومة الفيدرالية الأمريكية فيما يتعلق بـمنشآت رعاية أصحاب إعاقات النمو. ويشير الاختصار إلى مسؤول مؤهل لرعاية حالات التخلف العقلي /مسؤول إعاقات عقلية مؤهل / مسؤول إعاقات نمو مؤهل. وقد صيغت هذه المصطلحات وفقًا للمعايير الفيدرالية فيما يتعلق بمنشآت الرعاية الوسيطة للمصابين بالتخلف العقلي (ICF/MR) التي تم تأسيسها في أواخر السبعينيات وبداية الثمانينيات كمؤسسات مسؤولة مؤهلة عن التخلف العقلي. ومع التوقيع على قانون روزا عام 2010 http://www.opencongress.org/bill/111-s2781/show قام الرئيس أوباما بتغيير مصطلح «التخلف العقلي» إلى «الإعاقة العقلية». وقد دفع هذا التغيير العديد من الولايات والمنظمات لتغيير منصب المسؤول المؤهل لرعاية حالات التخلف العقلي إلى مسؤول إعاقات النمو المؤهل (QDDP). وبدأت بعض الولايات بالفعل في تغيير المصطلح إلى مسؤول الإعاقات العقلية المؤهل (QIDP). نفذت بعض الولايات مثل تكساس هذا التغيير في منتصف عام 2012، في حين من المرتقب تنفيذ ولايات أخرى له في أثناء السنوات القليلة القادمة. وعندما تقوم أيضًا المنشآت - التي تتمثل عادةً في المؤسسات الكبيرة أو دور الرعاية الصغيرة المعروفة باسم منشآت الرعاية الوسيطة للمصابين بالتخلف العقلي (ICE/MR)، أو منشآت الرعاية الوسيطة للمصابين بالإعاقات العقلية (ICF/ID)، أو منشآت الرعاية الوسيطة للمصابين بإعاقات النمو (ICF/IDD) - في الانتقال تدريجيًا أو التحول إلى برامج أخرى، مثل التطوع لرعاية ذوي الإعاقات، من الممكن إلغاء استخدام الاختصارات QMRP/QIDP/QDDP تمامًا.
تسلتزم بعض الولايات، مثل كاليفورنيا، أن يكون المسؤول المؤهل لرعاية حالات التخلف العقلي حاصلاً على ترخيص في الولاية لتولي هذه الوظيفة. وولايات أخرى، مثل تكساس، التي تضم ما يزيد عن تسعمائة منشأة رعاية وسيطة للمصابين بالتخلف العقلي (ICF/MR)، وألاباما لا تتطلب أن يكون المسؤول المؤهل لرعاية حالات التخلف العقلي حاصلاً على ترخيص.
ينبغي على جميع العاملين كمسؤولين مؤهلين لرعاية حالات التخلف العقلي الإيفاء بالحد الأدنى من المتطلبات الموضحة في:
الملحق ط
إجراءات الدراسات والإرشادات التأويلية
لمنشآت الرعاية الوسيطة
للمصابين بالتخلف العقلي
تشير المواد W 160 إلى W163 في الإرشادات المذكورة أعلاه إلى أن المسؤول المؤهل لرعاية حالات التخلف العقلي يجب أن يتمتع بعام واحد خبرة على الأقل في العمل مع من شُخِصت حالتهم بالتخلف العقلي وأن يكون حاصلاً على درجة البكالوريوس على الأقل في الخدمة البشرية أو أي مجال دراسة آخر ذي صلة. يكون إخصائيو التمريض المسجَلون والأطباء أيضًا مؤهلين وفق المعايير للعمل كمسؤوليين مؤهلين لرعاية حالات التخلف العقلي.
تأسس العديد من المنظمات دعمًا لمنصب المسؤول المؤهل لرعاية حالات التخلف العقلي. وأهم هذه المنظمات، وهي الجمعية الوطنية للمسؤولين المؤهلين لحالات التخلف العقلي، تعقد اجتماعات سنوية بجميع أنحاء الولايات المتحدة، وتوفر شبكة لهؤلاء المسؤولين للبقاء على اتصال مع مجموعات المسؤولين الآخرين. وتجدر الملاحظة هنا أن هذه المنظمة الوطنية قد غيرت اسمها بحذف «كلمة» التخلف"" بسبب النقد المتواصل لتلك الكلمة التي صارت نوعًا من الوصمة. يوجد العديد من المنظمات في الولايات الأمريكية تقدم التدريب والموارد للمسؤولين المؤهلين لرعاية حالات التخلف العقلي. وقد بدأت بعض المنظمات بالفعل في تقديم الخدمات الاستشارية، بما في ذلك التدريب والمعايير والتقارير، مثل جمعية مقدمي الخدمات الخاصة في تكساس، و المسؤول المؤهل لرعاية حالات التخلف العقلي الخاص بي (My QMRP) و المسؤول المؤهل لرعاية حالات التخلف العقلي (QMRP)، وهي منظمة يقع مقرها في كاليفورنيا.